# Kabir Bedi
Kabir Bedi (født d. 16. januar 1946) er en indisk skuespiller, bedst kendt for rollen som Gobinda i Octopussy, som Sandokan i Sandokan og som Prince Omar Rashid i Glamour.

## Filmografi
- Do Raha (2006) (Under Production)
- Jaanleva (2006) (Post-Production) ...... Rakesh Khullar
- A All About Her (2006) (Stuck/On Hold)
- Tere Pyaar Ki Kasam (2006) (Stuck/On Hold)
- Taj Mahal - An Eternal Love Story (18. november 2005) (Released)
- Socha Na Tha (2005) (Released)
- Bewafaa (2005) (Released) ...... Anjali'S Father
- Main Hoon Na (2004) (Released) ...... Gen. Amarjeet Bakshi
- Kismat(2004) (Released) ...... Raj Mallya
- Rudraksh (2004) (Released) ...... Ved Pujan
- The Hero (2003) (Released) ...... Mr. Zakaria
- Talaash (2003) (Released) ...... Chhote Pathan
- Maine Dil Tujhko Diya (2002) (Released) ...... Mr. Varma (Ayesha'S Father)
- Kranti (2002) (Released) ...... Mahendra Pratap Rana
- Kohram (1999) (Released) ...... Brig. Bedi
- Aatank Hi Aatank (1995) (Released) ...... Police Inspector
- Kismat (1995) (Released) ...... Rajan
- Salaami (Film) (1994) (Released)
- Kshatriya (1993) (Released) ...... Thakur Ganga Singh (Police Officer)
- Yugandhar (1993) (Released)
- Dil Aashna Hai (1992) (Released) ...... Digvijay Singh
- Yalgaar (1992) (Released) ...... Raj Pratap Singhal
- Lambu Dada (1992) (Released)
- Kurbaan (1991) (Released) ...... Inspector Suraj Singh
- Yeh Aag Kab Bujhegi (1991) (Released)
- Vishkanya (1991) (Released) ...... Forest Officer Vikram Singh
- Police Public (1990) (Released) ...... Senior Inspector Shah Nawaz Khan
- Haar Jeet (1990) (Released)
- Shera Shamshera (1990) (Released)
- Khoon Bhari Maang (1988) (Released) ...... Sanjay Verma
- Mera Shikar (1988) (Released)
- Asambhav (1984) (Released)
- Octopussy (1983) (Released) ...... Gobinda
- Yuvraj (5. oktober 1979) (Released)
- Aakhri Kasam (1979) (Released) ...... Kishan/Badal
- Thief Of Baghdad (1977) (Released)
- Daku Aur Mahatma (1977) (Released)
- Bullet (1977) (Released) ...... Durga Prasad/D.P.
- Nagin (January 22, 1976) (Released) ...... Uday
- Daaku (1976) (Released)
- Harfan Maula (1976) (Released)
- Vishwasghaat (1976) (Released) ...... Uday
- Anari (1975) (Released)
- Manzilen Aur Bhi Hain (1974) (Released)
- Maa Bahen Aur Biwi (1974) (Released)
- Ishq Ishq Ishq (1974) (Released) ...... Diwana/Ravikant Vyas
- Kachche Dhaage (1973) (Released) ...... Roopa
- Yauwan (1973) (Released)
- Rakhi Aur Hathkadi (1972) (Released) ...... Suraj
- Sazaa (1972) (Released)
- Anokha Daan (1972) (Released)
- Hulchal (1971) (Released) ...... Mahesh Jetley
- Seema (1971) (Released)